# David Lean
David Lean, CBE (ur. 25 marca 1908 w Croydon, zm. 16 kwietnia 1991 w Londynie) – angielski reżyser filmowy, scenarzysta, montażysta i producent. Dwukrotny laureat nagrody Akademii Filmowej dla najlepszego reżysera za filmy Most na rzece Kwai (1957) i Lawrence z Arabii (1962).

## Życiorys
Wychował się w rodzinie purytańskiej, a pierwszy film obejrzał w wieku 17 lat. Dla wytwórni filmowych zaczął pracować w 1928, początkowo podając herbatę, a następnie jako klapser. W latach 30. był już cenionym montażystą.
Wspólnie z dramaturgiem Noëlem Cowardem nakręcił w 1942 roku Nasz okręt, uznany za film wybitny oraz za esencję brytyjskiego kina wojennego. Jego bohaterem jest okręt HMS Torrin, który bierze udział w walkach z Niemcami w okolicach Krety w 1941 roku. Nie brak tu dramatycznych scen na morzu (atak na torpedowiec niemiecki czy próby ratowania się marynarzy) ukazanych na przemian z retrospekcjami na lądzie. Lean założył wraz z Cowardem firmę Cineguild i zrealizowali kolejne filmy, będące adaptacjami sztuk Cowarda: Ta szczęśliwa rasa (1944), Spotkanie oraz Seans (oba w 1945). Ta szczęśliwa rasa po raz pierwszy ujawnia epicki talent Leana. Film, skupiający się na losach angielskiej rodziny w latach 1918–1939, pełen jest ładunku emocjonalnego, jego bohaterowie są niejednoznaczni, a przy tym wyraziści. Melodramat Spotkanie przedstawia smutną historię platonicznego romansu Laury (Celia Johnson) i doktora Aleca (Trevor Howard), którzy poznali się na stacji kolejowej. Film ten jest uznawany za „początek powojennego realizmu” w kinie brytyjskim. Natomiast Seans to komedia fantastyczna, w której duch nawiedza dom angielskiego małżeństwa.
Następne dwa filmy Leana były adaptacjami Charlesa Dickensa: Wielkie nadzieje (1946) oraz Oliver Twist (1948). Wielkie nadzieje, uznawane za jeden z najlepszych filmów brytyjskich oraz za najbardziej udaną ekranizację prozy Dickensa, zawierają elementy filmu grozy. Cenione są za skalę i moc wizji. Szczególnie zapada w pamięć sekwencja otwierająca film, z małym Pipem spotykającym na cmentarzu galernika. Nie mniej przejmujący jest Oliver Twist – realistyczny i bezkompromisowy obraz Anglii XIX wieku.
W 1950 Cineguild zakończył działalność, a Lean rozpoczął współpracę z producentem Alexandrem Kordą. Wybór Hobsona (1954) jest moralizatorską historią pijaka, a Urlop w Wenecji (1955), adaptacja sztuki The Time of the Cuckoo Arthura Laurentsa, ukazuje historię sekretarki Jane Hudson (Katharine Hepburn), spędzającej wakacje w Wenecji.
Owocem współpracy z amerykańską wytwórnią Columbia Pictures był dramat jeniecki Most na rzece Kwai (1957). Jego akcja toczy się w czasach II wojny światowej, a brytyjski pułkownik Nicholson (Alec Guinness), znajdujący się w obozie jenieckim, rządzonym przez japońskich wojskowych, walczy o godność i honor. Jeńcy budują nad tytułową rzeką Kwai most, który zamierzają wysadzić Amerykanie pod dowództwem majora Sheara (William Holden). Film został jedną z najbardziej dochodowych produkcji w historii kina.
Na kanwie losów brytyjskiego oficera T.E. Lawrence’a, biorącego udział w rewolcie arabskiej powstał ceniony film Lawrence z Arabii. Film, uważany za arcydzieło zawierające spektakularne sceny, był inspiracją dla twórców takich jak George Lucas i Steven Spielberg.
Scenariusz Doktora Żywago (1965) powstał na podstawie powieści Borisa Pasternaka, ukazującej losy doktora Jurija Żywagi (Omar Sharif) na tle wydarzeń w Rosji toczących się od początku XX wieku aż po lata 30. Miłością życia lekarza była Lara (Julie Christie). Melodramat mimo krytycznych recenzji odniósł wielki sukces kasowy. Ostatni film Leana – Podróż do Indii (1984), będący adaptacją Drogi do Indii E.M. Forstera, obrazuje konflikt klasowy w Indiach okresu kolonialnego.
Lean był sześciokrotnie żonaty i pięciokrotnie rozwiedziony. Jego żonami były m.in. aktorki Kay Walsh (1940–1949) oraz Ann Todd (1949–1957).

## Filmografia
Na podstawie
- 1942: Nasz okręt (In Which We Serve)
- 1944: Ta szczęśliwa rasa (This Happy Bread)
- 1945: Spotkanie (Brief Encounter)
- 1945: Seans (Blithe Spirit)
- 1946: Wielkie nadzieje (Great Expectations)
- 1948: Oliver Twist wg powieści Charlesa Dickensa
- 1949: Namiętni przyjaciele (The Passionate Friends)
- 1950: Madeleine
- 1952: Bariera dźwięku (The Sound Barrier)
- 1954: Wybór Hobsona (Hobson’s Choice)
- 1955: Urlop w Wenecji (Summertime)
- 1957: Most na rzece Kwai (The Bridge on the River Kwai) wg powieści Pierre’a Boulle
- 1962: Lawrence z Arabii (Lawrence of Arabia) wg wspomnień T.E. Lawrence’a
- 1965: Doktor Żywago (Doctor Zhivago) wg powieści Borisa Pasternaka
- 1970: Córka Ryana (Ryan’s Daughter)
- 1979: Lost and Found: The Story of Cook's Anchor (tv)
- 1984: Podróż do Indii (A Passage to India) wg powieści Edwarda M. Forstera

## Nagrody i nominacje
Na podstawie

### Nagroda Akademii Filmowej
| Rok  | Kategoria                       | Film                                                                         | Wynik     |
| ---- | ------------------------------- | ---------------------------------------------------------------------------- | --------- |
| 1947 | Najlepszy reżyser               | Spotkanie                                                                    | Nominacja |
| 1947 | Najlepszy scenariusz adaptowany | Spotkanie (nominowani także Anthony Havelock-Allan oraz Ronald Neame)        | Nominacja |
| 1948 | Najlepszy reżyser               | Wielkie nadzieje                                                             | Nominacja |
| 1948 | Najlepszy scenariusz adaptowany | Wielkie nadzieje (nominowani także Anthony Havelock-Allan oraz Ronald Neame) | Nominacja |
| 1956 | Najlepszy reżyser               | Urlop w Wenecji                                                              | Nominacja |
| 1958 | Najlepszy reżyser               | Most na rzece Kwai                                                           | Wygrana   |
| 1963 | Najlepszy reżyser               | Lawrence z Arabii                                                            | Wygrana   |
| 1966 | Najlepszy reżyser               | Doktor Żywago                                                                | Nominacja |
| 1985 | Najlepszy reżyser               | Podróż do Indii                                                              | Nominacja |
| 1985 | Najlepszy scenariusz adaptowany | Podróż do Indii                                                              | Nominacja |
| 1985 | Najlepszy montaż                | Podróż do Indii                                                              | Nominacja |

### Złoty Glob
| Rok  | Kategoria            | Film               | Wynik     |
| ---- | -------------------- | ------------------ | --------- |
| 1958 | Najlepszy reżyser    | Most na rzece Kwai | Wygrana   |
| 1963 | Najlepszy reżyser    | Lawrence z Arabii  | Wygrana   |
| 1966 | Najlepszy reżyser    | Doktor Żywago      | Wygrana   |
| 1985 | Najlepszy reżyser    | Podróż do Indii    | Nominacja |
| 1985 | Najlepszy scenariusz | Podróż do Indii    | Nominacja |

### Brytyjska Akademia Sztuk Filmowych i Telewizyjnych
| Rok  | Kategoria                                | Film                                                                      | Wynik     |
| ---- | ---------------------------------------- | ------------------------------------------------------------------------- | --------- |
| 1949 | Najlepszy film brytyjski                 | Oliver Twist                                                              | Nominacja |
| 1953 | Najlepszy film z dowolnego źródła        | Bariera dźwięku                                                           | Wygrana   |
| 1953 | Najlepszy film brytyjski                 | Bariera dźwięku                                                           | Wygrana   |
| 1955 | Najlepszy film z dowolnego źródła        | Wybór Hobsona                                                             | Nominacja |
| 1955 | Najlepszy scenariusz w filmie brytyjskim | Wybór Hobsona (nominowani także Norman Spencer oraz Wynyard Browne)       | Nominacja |
| 1956 | Najlepszy film z dowolnego źródła        | Urlop w Wenecji (nominowany także Ilya Lopert)                            | Nominacja |
| 1958 | Najlepszy film z dowolnego źródła        | Most na rzece Kwai (nagrodzony także Sam Spiegel)                         | Wygrana   |
| 1958 | Najlepszy film brytyjski                 | Most na rzece Kwai (nagrodzony także Sam Spiegel)                         | Wygrana   |
| 1963 | Najlepszy film z dowolnego źródła        | Lawrence z Arabii (nagrodzony także Sam Spiegel)                          | Wygrana   |
| 1963 | Najlepszy film brytyjski                 | Lawrence z Arabii (nagrodzony także Sam Spiegel)                          | Wygrana   |
| 1967 | Najlepszy film z dowolnego źródła        | Doktor Żywago (nominowany także Carlo Ponti)                              | Nominacja |
| 1971 | Najlepszy reżyser                        | Córka Ryana                                                               | Nominacja |
| 1985 | Najlepszy film                           | Podróż do Indii (nominowani także John Brabourne oraz Richard B. Goodwin) | Nominacja |
| 1985 | Najlepszy scenariusz adaptowany          | Podróż do Indii                                                           | Nominacja |

### Międzynarodowy Festiwal Filmowy w Cannes
| Rok  | Kategoria   | Film                 | Wynik     |
| ---- | ----------- | -------------------- | --------- |
| 1946 | Złota Palma | Spotkanie            | Wygrana   |
| 1949 | Złota Palma | Namiętni przyjaciele | Nominacja |
| 1966 | Złota Palma | Doktor Żywago        | Nominacja |

### Międzynarodowy Festiwal Filmowy w Wenecji
| Rok  | Kategoria                             | Film         | Wynik     |
| ---- | ------------------------------------- | ------------ | --------- |
| 1948 | Wenecka Międzynarodowa Nagroda Główna | Oliver Twist | Nominacja |

### Międzynarodowy Festiwal Filmowy w Berlinie
| Rok  | Kategoria        | Film          | Wynik   |
| ---- | ---------------- | ------------- | ------- |
| 1954 | Złoty Niedźwiedź | Wybór Hobsona | Wygrana |